# Velika septima
Velika septima je večja izmed dveh konvencionalno uporabljanih intervalov, ki obsegata sedem diatoničnih stopenj. Intervalna kvaliteta (pridevnik) »velika« označuje, da je od male septime večja za en polton: velika septima obsega 11 poltonov (mala pa deset). Okrajšava za veliko septimo je v7, njena inverzija  pa je mala sekunda. 